# Amblypharyngodon chulabhornae
Amblypharyngodon chulabhornae és una espècie de peix cipriniforme de la família dels ciprínids que es troba a Tailàndia, Laos i Cambodja.
Els mascles poden assolir els 4 cm de longitud total.